# Valdès
Valdès, Vaudès, Valdo, Waldo (łac. Valdesius, fr. Valdès, Vaudès, Vaux; ur. ok. 1140, zm. ok. 1217) – francuski kupiec, filantrop i świecki kaznodzieja, założyciel ruchu chrześcijańskiego od jego nazwiska nazywanego waldensami. Przypisywane mu często imię Piotr (Petrus, Pierre) nie ma potwierdzenia w źródłach mu współczesnych.

## Życiorys

### Początki działalności
Valdès był burgundzkim kupcem z Lyonu. Około 1170 roku pod wpływem wysłuchanego przypadkowo Żywota św. Aleksego postanowił poświęcić się pasji religijnej. Za radą swojego nauczyciela teologii zajął się dobroczynnością, a gdy mu to nie wystarczało około 1173 roku złożył śluby ubóstwa (naśladując apostołów), rozdał majątek i zaczął głosić konieczność wyrzeczenia się przez ludzi dóbr materialnych (także przez hierarchów kościelnych i świeckich). W swych naukach opierał się na Nowym Testamencie.
Rozszedł się z żoną, której przepisał cały majątek. Wyposażył córki, które za jego radą wstąpiły do klasztoru w Fontevrault. Następnie zaczął nieść pomoc najbiedniejszym i jednocześnie samodzielnie studiować Biblię oraz pisma Ojców Kościoła. Szybko znalazł naśladowców i uczniów, dla których zlecił przetłumaczenie Pisma Świętego z języka łacińskiego na dialekty języka franko-prowansalskiego.

### Kontrowersyjna działalność
Popularność oraz świecka działalność kaznodziejska oparta na gruntownym przygotowaniu merytorycznym spowodowała, że około 1177 roku Valdès popadł w konflikt z lokalnymi władzami świeckimi i kościelnymi, gdyż nie był osobą duchowną. Został posądzony o herezję i łamanie prawa kanonicznego. Wobec kontrowersji Waldo wraz z uczniami odwołał się w 1179 roku do papieża Aleksandra III. Wysłał swoich reprezentantów na Sobór laterański III, a następnie sam udał się do Rzymu. Papież na spotkaniu z Valdèsem wyraził aprobatę dla powołania waldensów do dobrowolnego ubóstwa. Zabronił im jednak – wskazując na słabe przygotowanie teologiczne i brak święceń – głoszenia kazań i wchodzenia w zakres kompetencji duchowieństwa, w tym przede wszystkim sprawowania eucharystii przez świeckich.
W 1180 roku Valdès spotkał się na synodzie diecezjalnym w Lyonie z legatem papieskim Henrykiem de Marcy, po czym złożył przyrzeczenie wierności katolicyzmowi i potwierdził publicznie wyznanie wiary. Synodowi temu nie udało się jednak zapobiec szerzeniu waldyzmu. Wielu naśladowców i uczniów Valdèsa nie przestrzegało zakazu głoszenia kazań i pracy ewangelizacyjnej. W 1184 podczas obrad synodu w Weronie papież Lucjusz III ogłosił bullę Ad abolendam, która była podstawą dla władz świeckich do ścigania i likwidowania w zarodku nowych ruchów religijnych przybierających formę heretycką. Wśród tych wspólnot wymieniano również waldensów.

### Rozłam w waldyzmie
Rozpoczęte po 1184 roku prześladowania waldensów w różnych zakątkach Francji i okładanie ich ekskomuniką przez lokalnych biskupów spowodowały, że ruch zaczął oddalać się od Kościoła katolickiego. Wiele grup waldensów stało się radykalnych. Pojawiły się w nich hasła: odrzucenia katolickiej nauki o sakramentach, uznawania jako źródła wiary jedynie Biblii, potępienia zwyczaju pielgrzymowania.
Valdès zaczął tracić kontrolę nad swoją wspólnotą co przyczyniło się do rozbicia jej na dwa obozy. Pierwszy umiarkowany, rozwijający się we Francji pod ideowym przywództwem Valdèsa skłaniał się do zjednoczenia z Kościołem katolickim i zachowania doktryny katolickiej. Drugi radykalny, rozwijający się głównie we Włoszech pod ideowym przywództwem wędrownych kaznodziejów, uczniów Waldo, skłaniał się ku reformom doktrynalnym i bliski był późniejszemu protokalwinizmowi. 
W 1205 roku wśród waldensów doszło do rozłamu. Opozycyjnie nastawieni do Valdèsa Ubodzy z Lombardii wybrali spośród siebie przywódcę religijnego Jana de Ronco i odeszli od możliwości porozumienia z Kościołem katolickim, krzewiąc donatyzm, kapłaństwo świeckich i rozwijając własną formę chrześcijaństwa. Valdès stanął natomiast na czele ruchu Ubogich z Lyonu, który dążył do powrotu na łono Kościoła katolickiego, co jednak się nie udało. Został obłożony ekskomuniką przez arcybiskupa Jana z Lyonu, a następnie przez samego papieża.

### Ekskomunika waldensów
W 1215 roku Sobór laterański IV uznał naukę waldensów za heretycką. Valdès musiał uciekać z Francji do Wschodniej Europy. Zmarł około 1217 roku podczas podróży do Czech nie doprowadziwszy do zjednoczenia podzielonej doktrynalnie grup waldensów. 
Ubodzy z Lyonu po jego śmierci w większości poddali się Stolicy Apostolskiej i wrócili do Kościoła katolickiego. Powstały na początku XIII wieku ruch Ubogich z Lombardii stał się natomiast fundamentem dalszego istnienia waldyzmu. Pomimo prześladowań i ekskomuniki z kościoła katolickiego, nurt ten przetrwał do czasów Reformacji wśród górali w odizolowanych od reszty świata dolinach alpejskich. W 1532 roku przyjął za sprawą misjonarzy protestanckich ze Szwajcarii doktrynę kalwińską i w XIX wieku stał się zalążkiem istniejącego obecnie Kościoła Ewangelickiego Waldensów.